# 基因迪

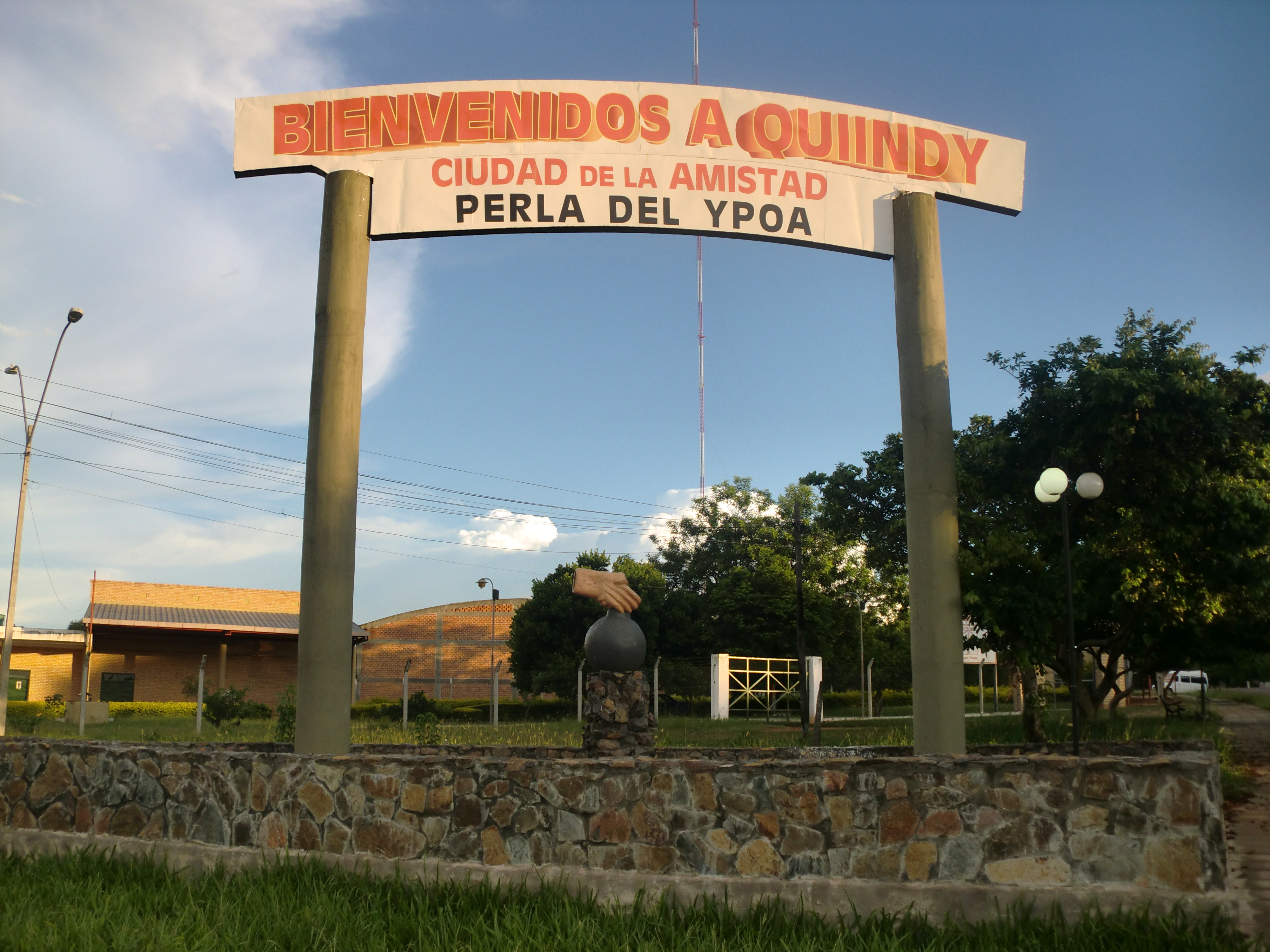

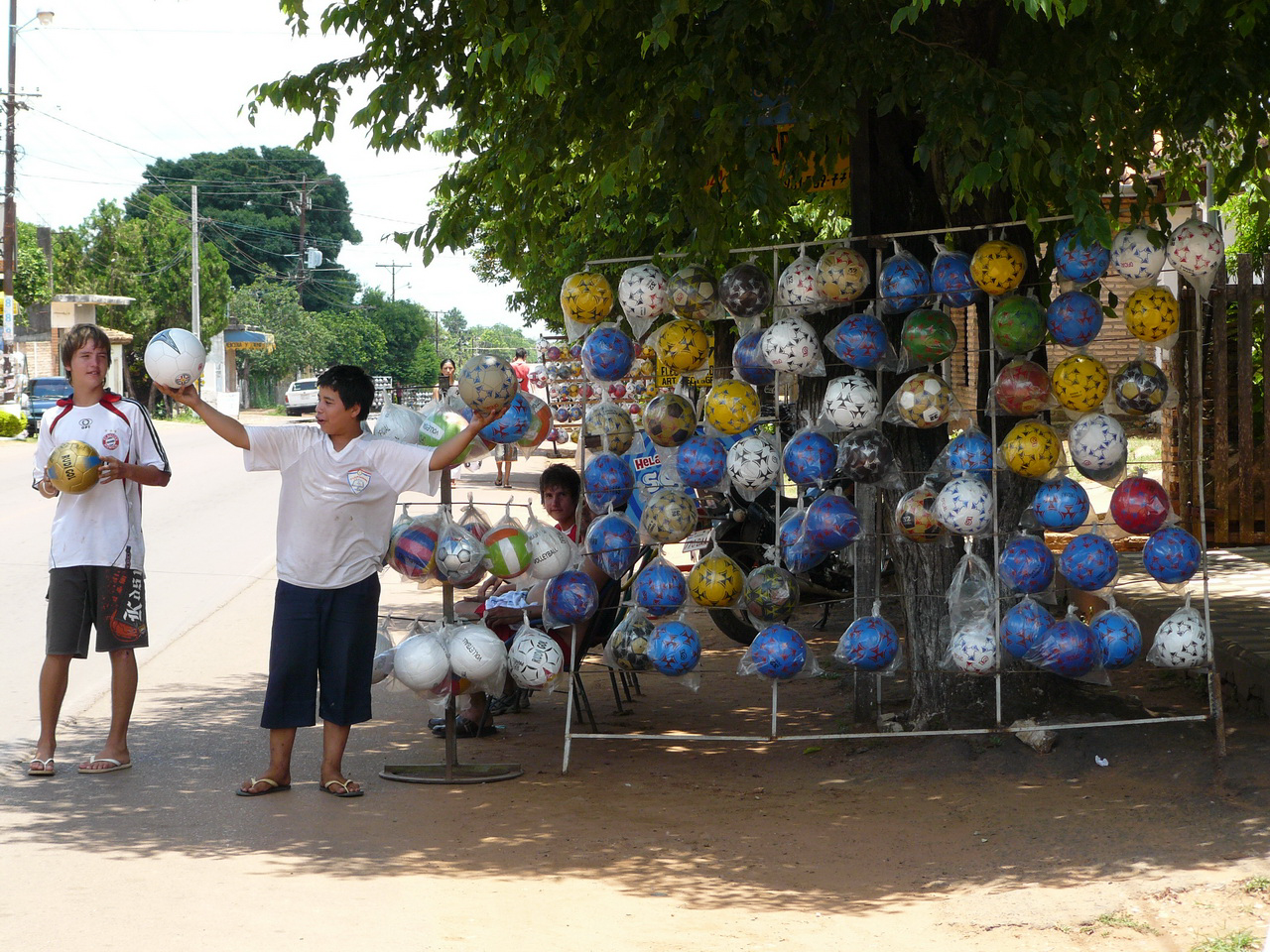

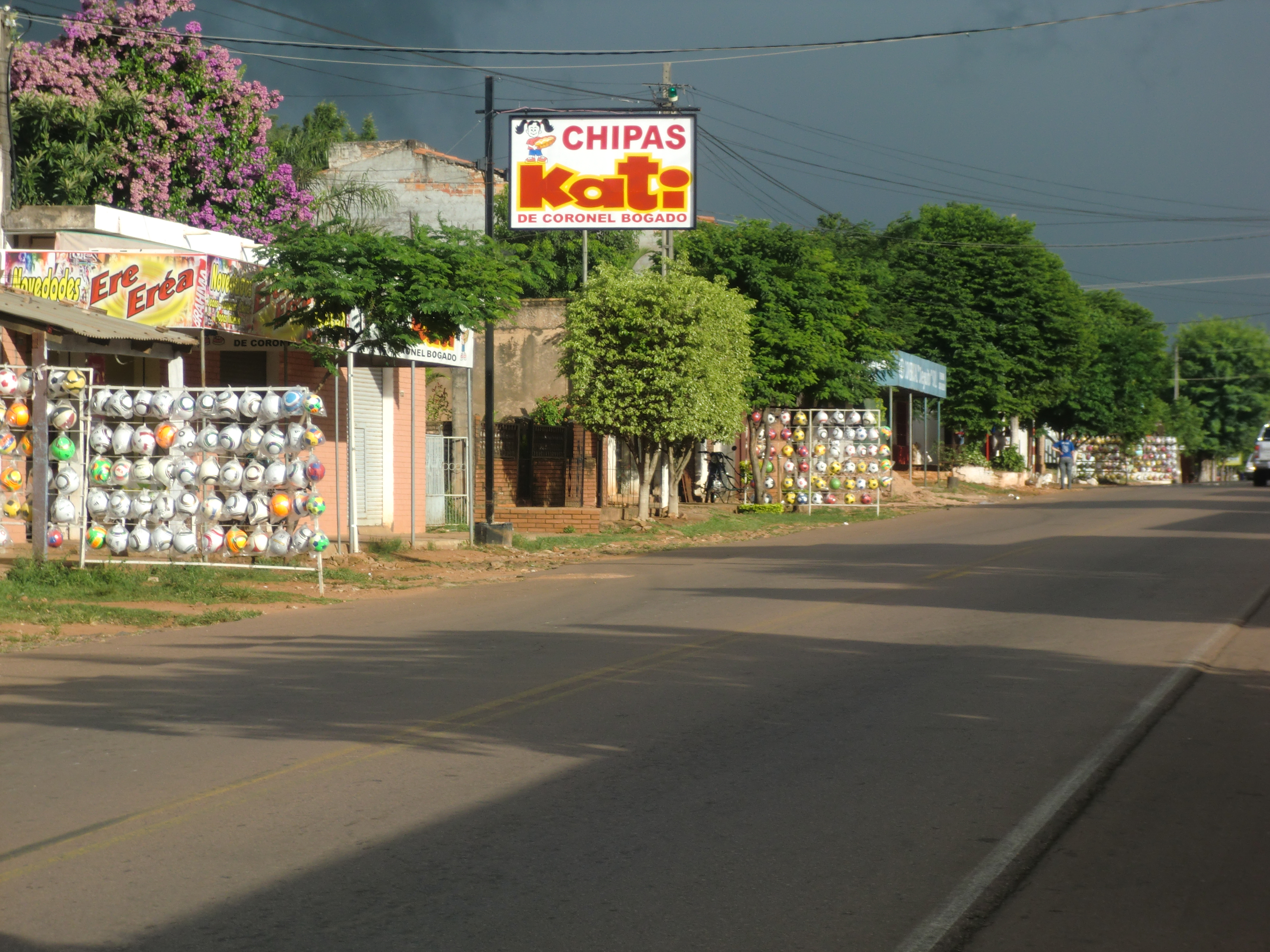

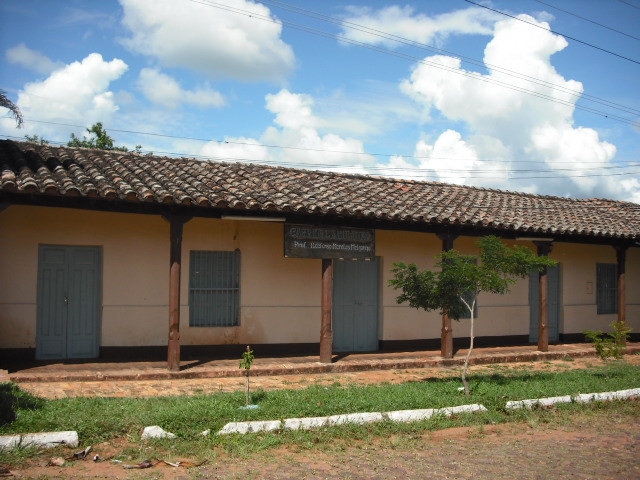

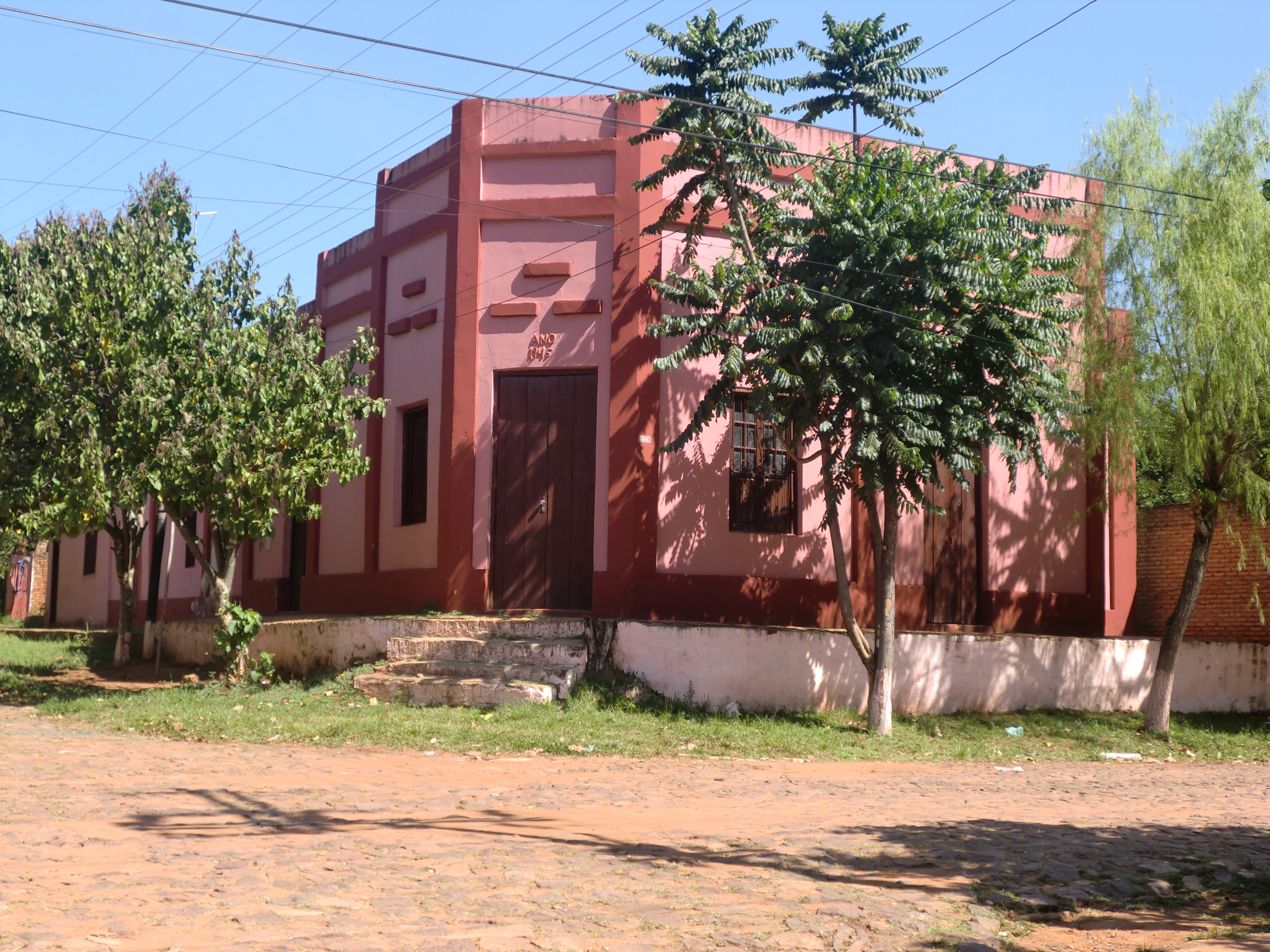

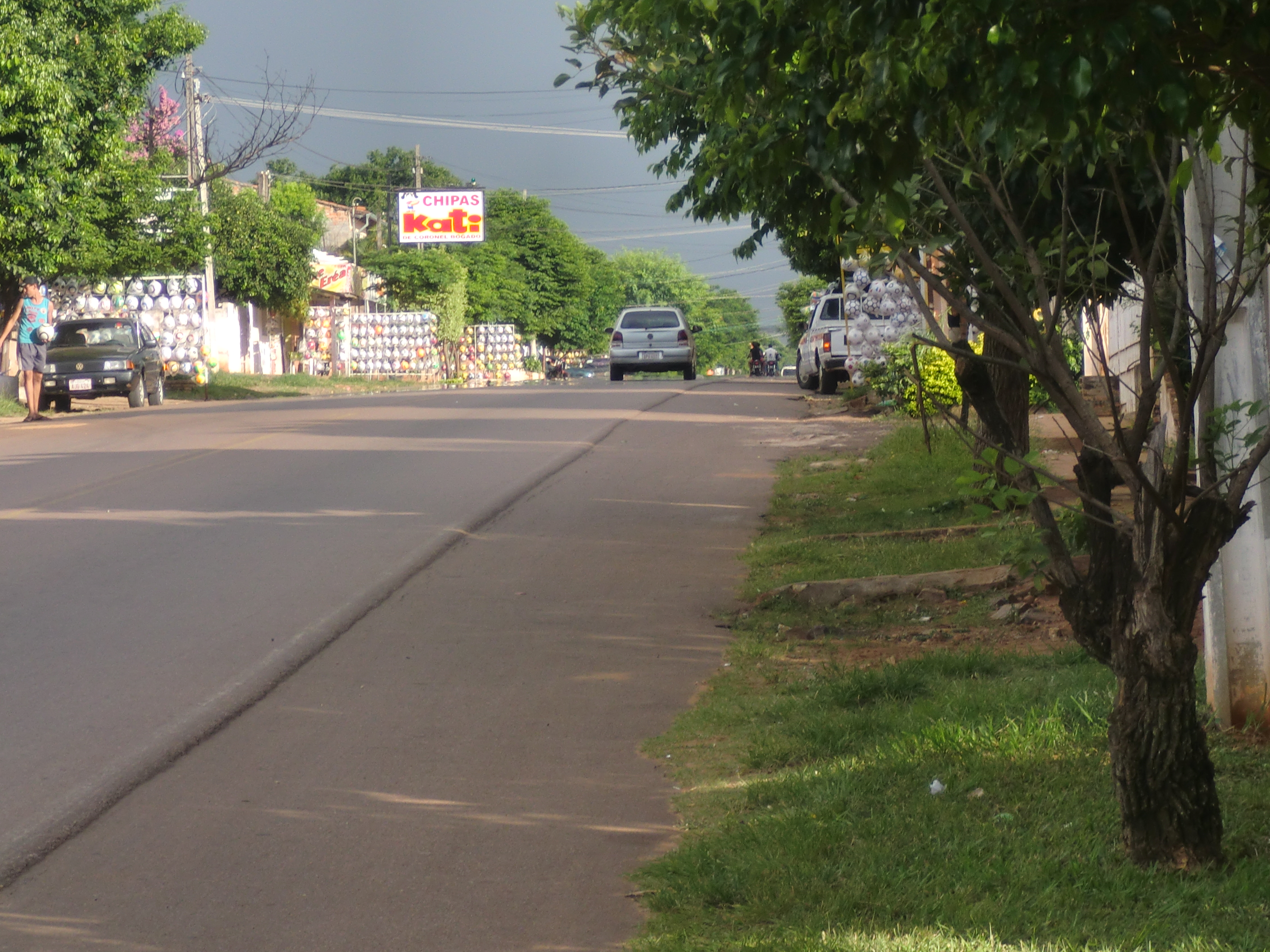

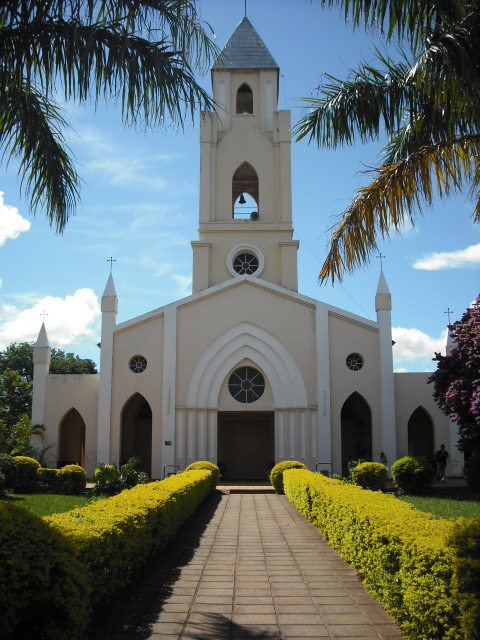

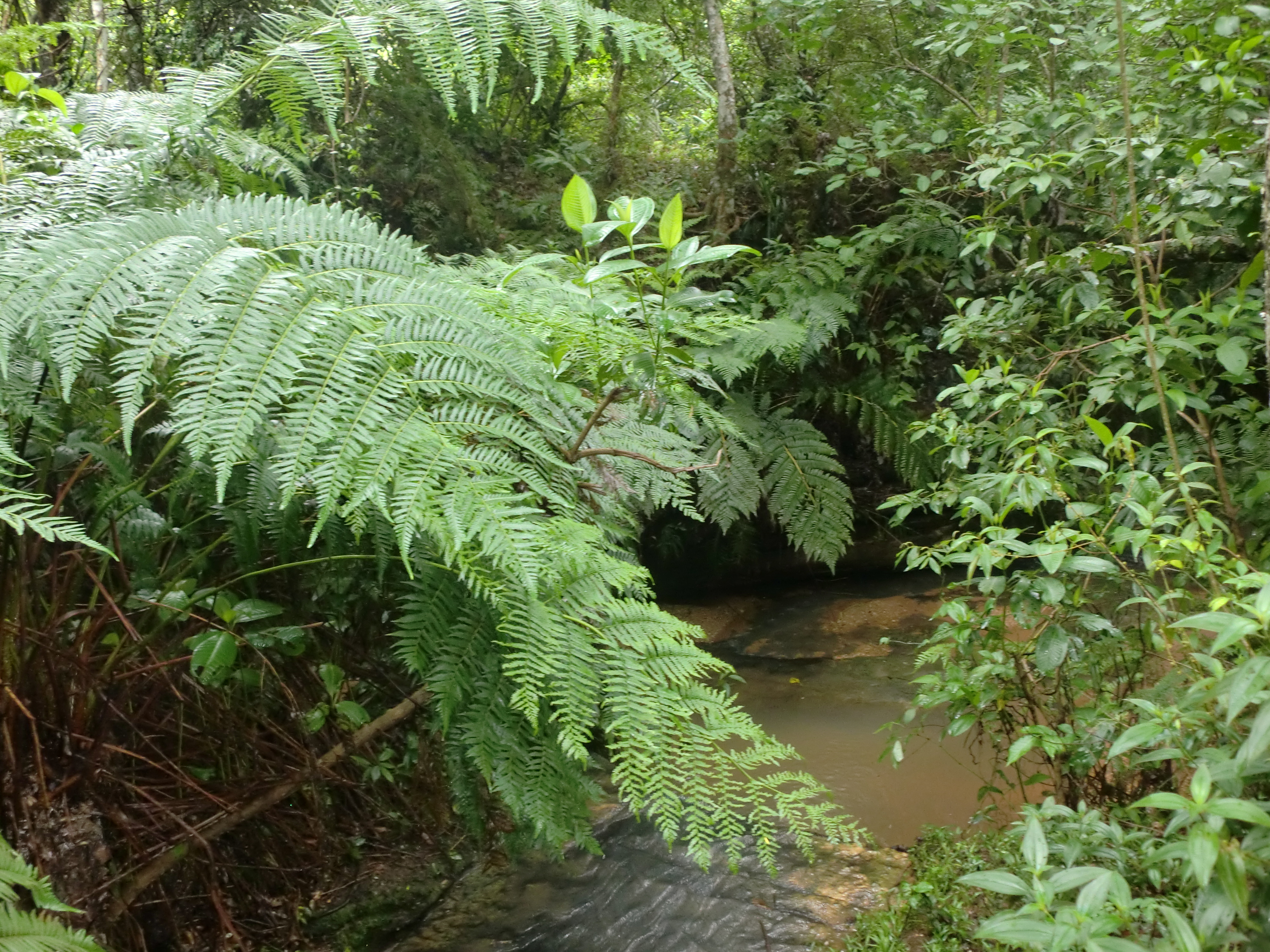

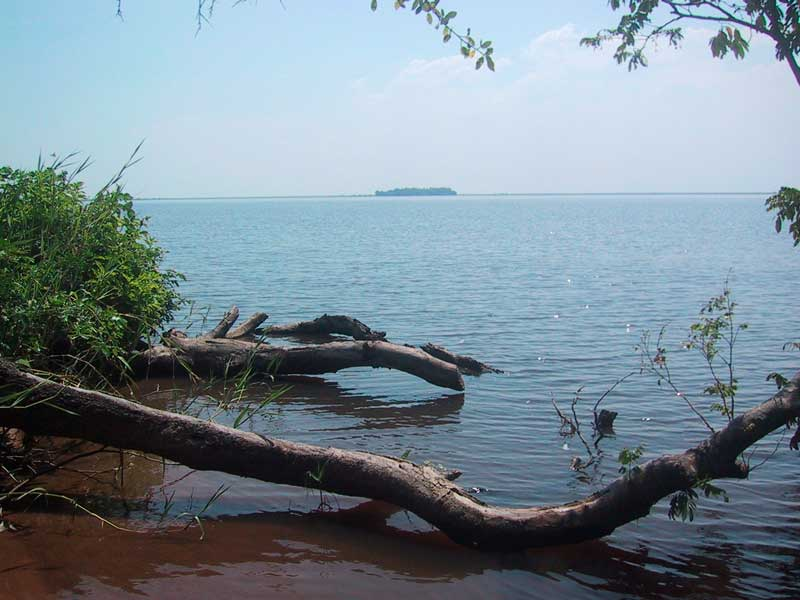

基因迪（西班牙語：Quiindy），是巴拉圭的城鎮，位於該國西南部，由巴拉瓜里省負責管轄，距離亞松森109公里，始建於1733年，面積885平方公里，2002年人口16,074，人口密度每平方公里22.20人。